# Hylesia rosacea
Hylesia rosacea är en fjärilsart som beskrevs av William Schaus 1911. Hylesia rosacea ingår i släktet Hylesia och familjen påfågelsspinnare. Inga underarter finns listade i Catalogue of Life.